# André Jeanson
Pour les articles homonymes, voir Jeanson.
André Jeanson, né le 13 octobre 1911 à Manois (Haute-Marne) et mort le 21 novembre 1994 à Fontenay-sous-Bois (Val-de-Marne), est un syndicaliste français. Il fut vice-président de la CFTC puis président de la CFDT.

## Biographie
Après des études à Saint-Dizier et à Paris, André Jeanson obtient une licence de lettres et une licence de droit. Il travaille, à partir de 1936, comme agent de l’État en tant que rédacteur à la préfecture de la Seine
Il épouse Suzanne Billot, de qui il a six enfants : Pierre, Odile, Michèle, Bernard, Marie-Dominique et François.  

### Action syndicale à la CFTC
En 1937, André Jeanson adhère à la Confédération française des travailleurs chrétiens (CFTC). Il devient la même année secrétaire des cadres CFTC de la préfecture de Paris
Fait prisonnier pendant la Seconde Guerre mondiale, il reprend des activités syndicales à son retour après quatre ans de captivité en Allemagne. Il est permanent syndical en 1945. De 1951 à 1967, il préside la Fédération générale des syndicats chrétiens de fonctionnaires. 
En 1953, il entre au bureau de la confédération CFTC, dont il devient vice-président en 1957. Il prend parti en faveur de la décolonisation en Algérie et dénonce les opérations militaires françaises, « cette destruction des consciences qui gangrène la civilisation ». Il contribue à établir des passerelles avec les syndicalistes algériens.

### Action syndicale à la CFDT
En 1964, André Jeanson est l'un des fondateurs de la Confédération française du travail (CFDT), issue de la transformation de la CFTC. Il avait milité pour l’abandon des références confessionnelles de l’ancienne confédération. Il prend la présidence de la nouvelle organisation de 1967 à 1970.
Lors des évènements de mai 1968, il jouera un rôle important, en participant notamment à la négociation des accords de Grenelle. Il s’efforce d’engager la confédération CFDT dans le mouvement qui secoue la France : « la CFDT a été Mai 68 », déclare-t-il en 1978.

### Engagement politique
Dans les années 1970, André Jeanson participe à des initiatives politiques qui contribuent à l’élargissement du parti socialiste. Il constitue en 1971 un Centre de recherches et d'initiatives socialistes (CRIS), puis le fusionne au sein d’Objectif socialiste avec une association fondée par Robert Buron. 
André Jeanson préside les séances de la première journée des Assises du socialisme, qui se tiennent les 12 et 13 octobre 1974 dans l’hôtel parisien P.L.M. Saint-Jacques. Ces rencontres rassemblent le parti socialiste, des membres du Psu, des militants syndicalistes ou associatifs et des responsables de clubs politiques. La plupart des membres d’Objectif socialiste rentrent au parti socialiste, comme André Jeanson lui-même, et l’association est dissoute en 1975. Cependant, il se retirera rapidement d’une activité politique directe.

### Engagement associatif
Après sa retraite, André Jeanson a un important engagement associatif, notamment en faveur des droits des immigrés. Il exerce des responsabilités au sein de la FONDA, association française pour le développement de la vie associative, de 1981 à 1994. Il est également actif au sein du Comité de liaison pour l'alphabétisation et la promotion (CLAP) de 1976 à 1982. 
Il participe en 1976 à la rédaction du manifeste de l’association ‘’Économie et humanisme’’.
André Jeanson meurt le 21 novembre 1994 à Fontenay-sous-Bois (Val-de-Marne).

## Sources
- Geneviève Poujol et Madeleine Romer (préf. Maurice Agulhon), Dictionnaire biographique des militants : XIXe – XXe siècles : de l'éducation populaire à l'action culturelle, Paris Montréal, L'Harmattan, 1996, 411 p. (ISBN 978-2-7384-4433-2), « André Jeanson »
- Saïd Bouziri: article « En mémoire d'André Jeanson » in Migrance, no 6, Paris, 04/1995
- FONDA : article « André Jeanson, l'homme juste », in La tribune FONDA, no 108, Paris, 1994
- Centre d'histoire de Sciences Po (CHSP) : notice « Jeanson, André », site internet du CHSP, Fondation Nationale des Sciences Politiques, Paris, sans date Notice sur André Jeanson du CHSP